# Lazany
Lazany és un poble i municipi d'Eslovàquia que es troba a la regió de Trenčín. La primera menció escrita de la vila es remunta al 1470.

## Demografia
| Godina             | 1994 | 2004    | 2014   | 2024   |
| ------------------ | ---- | ------- | ------ | ------ |
| Nombre de persones | 1382 | 1571    | 1654   | 1804   |
| Diferència         |      | +13,67% | +5,28% | +9,06% |

| Godina             | 2023 | 2024   |
| ------------------ | ---- | ------ |
| Nombre de persones | 1785 | 1804   |
| Diferència         |      | +1,06% |